# Ebrington
Ebrington är en ort och civil parish i Storbritannien.   Den ligger i grevskapet Gloucestershire och riksdelen England, i den södra delen av landet, 130 km nordväst om huvudstaden London. Ebrington ligger 154 meter över havet och antalet invånare är 570.
Terrängen runt Ebrington är huvudsakligen platt, men västerut är den kuperad. Runt Ebrington är det ganska tätbefolkat, med 116 invånare per kvadratkilometer. Närmaste större samhälle är Evesham, 15,3 km väster om Ebrington. Trakten runt Ebrington består till största delen av jordbruksmark.